# Музей авиации и космонавтики (Кременчуг)
Музей истории авиации и космонавтики — один из музеев города Кременчуг (Полтавская область, Украина).

## Описание
Музей расположен по адресу: улица Первомайская дом 57А, неподалёку от сквера с памятником Кременчугским авиаторам. Экспозиция музея освещает события из истории авиации города, центральной темой является Вторая мировая война. В музее представлены военная и гражданская формы пилотов, документы, фотографии, награды, предметы быта, образцы оружия, модели военных самолётов и другие экспонаты. Площадь помещений музея составляет 140 метров, музей одновременно может принимать до 20 посетителей.

## История
Музей был открыт 9 мая 2014 года, в День Победы. Инициатором создания в городе музея истории авиации и космонавтики выступил Кременчугский краевед и общественный деятель, Анатолий Бышенко. Работы по формированию экспозиции велись более 6 лет. До открытия музея в собственном помещении некоторые экспонаты выставлялись в Художественной галерее, а также в краеведческом музее.
Отдельную роль в создании музея также сыграл городской голова Олег Мейданович Бабаев. После гибели Бабаева на здании музея была установлена информационная табличка, рассказывающая о его вкладе, в самом музее открылась посвящённая Бабаеву выставка. Основная экспозиция музея также продолжила пополняться новыми экспонатами.
В 2016 году музей был передан городу и стал коммунальным учреждением культуры г.Кременчуга. С момента открытия по состоянию на 1.04.2019 г. года музей принял 53 тысячи посетителей.